# Pluton i Prozerpina
Pluton i Prozerpina (Porwanie Prozerpiny przez Plutona) – barokowa rzeźba Giovanniego Berniniego wykonana z marmuru w latach 1621-22. Rzeźba jest przechowywana w Galerii Borghese w Rzymie. Posąg ma 2,55 m wysokości.
Posąg ten przedstawia Plutona, rzymskiego boga świata podziemnego porywającego Prozerpinę, córkę Ceres. Pluton porywa Prozerpinę do zimnego Hadesu za zgodą jej ojca Jowisza. Porwanie ma miejsce, gdy wybranka Plutona bawi się wraz z towarzyszkami na łące, próbując zerwać piękny kwiat. Ziemia się rozwiera, a Pluton pojawia się na złotym rydwanie. Porywając Prozerpiną do Hadesu, zamierza tam uczynić ją swoją małżonką i władczynią świata podziemnego wraz ze sobą. Zrozpaczona Ceres dziewięć dni i nocy poszukuje córki, aż w końcu poruszony Jowisz wyznaje prawdę. Skutkiem tego Ceres opuszcza Olimp, zabierając ziemi płodność. Zaniepokojony losem głodujących ludzi Jowisz postanawia zainterweniować i zwrócić Prozerpinę matce pod warunkiem, że w świecie podziemnym ta nic nie spożyła. Jednak świadom podstępu Pluton przed odejściem częstuje Prozerpinę owocem granatu. W efekcie Jowisz decyduje, że Prozerpina dziewięć miesięcy w roku będzie spędzała wraz z matką a trzy z mężem. Prozerpina powracała więc do matki wraz z nastaniem wiosny, a do Hadesu udawała się, gdy zaczynała się zima. 
Dynamizm zawarty w tej grupie wyraża się w figurze dziewczyny wyrywającej się z objęć boga. Jej twarz wyraża przerażenie i protest. Bernini skontrastował tu postać młodej, pięknej dziewczyny z postawnym, umięśnionym i brodatym Plutonem, wykonanym celowo z ciemniejszego marmuru. Pluton szybkim krokiem i mocnym chwytem łapie Prozerpinę i unosi jako swój łup. Niewiasta wylewa łzy i modli się do nieba, jej włosy rozwiewa wiatr. Cerber, trójgłowy pies, strażnik Hadesu, szczeka.